# Santa Teresa (ort i Argentina)
Santa Teresa är en ort i Argentina.   Den ligger i provinsen La Pampa, i den centrala delen av landet, 600 km sydväst om huvudstaden Buenos Aires. Santa Teresa ligger 165 meter över havet och antalet invånare är 466.
Terrängen runt Santa Teresa är mycket platt. Runt Santa Teresa är det mycket glesbefolkat, med 2 invånare per kvadratkilometer.. Närmaste större samhälle är Guatraché, 15,0 km sydväst om Santa Teresa.
Omgivningarna runt Santa Teresa är i huvudsak ett öppet busklandskap.